# Liste der National Historic Landmarks in Florida
Die Liste der National Historic Landmarks in Florida führt alle Objekte und Stätten im US-amerikanischen Bundesstaat Florida auf, die vom National Register of Historic Places zur National Historic Landmark erklärt wurden.

## Liste
In Florida gibt es 46 National Historic Landmarks:
|    | Name der Stätte                               | Bild                    | Jahr          | Ort                                      | County              | Beschreibung |
| -- | --------------------------------------------- | ----------------------- | ------------- | ---------------------------------------- | ------------------- | --- |
| 1  | Mary McLeod Bethune Home                      |                         | 1974          | Daytona Beach                            | Volusia County      | Wohnsitz von Mary McLeod Bethune, Menschenrechtlerin                                                                                |
| 2  | Bok Tower Gardens                             |                         | 1993          | Lake Wales                               | Polk County         | Konstruiert vom Ladies Home Journal auf dem höchsten Punkt der Gegend. Es sollte ein unvergleichlicher Ort der Schönheit entstehen. |
| 3  | British Fort                                  |                         | 1975          | Sumatra                                  | Franklin County     | Während des Krieges von 1812 erbaut, auch Negro Fort genannt.                                                                       |
| 4  | Cape Canaveral Air Force Station              |                         | 1984          | Cocoa                                    | Brevard County      | Stützpunkt des United States Department of Defense, siehe auch Kennedy Space Center                                                 |
| 5  | Cathedral Of St. Augustine                    |                         | 1970          | St. Augustine                            | St. Johns County    | 1797 fertiggestellt, 1887 niedergebrannt und wieder aufgebaut.                                                                      |
| 6  | Crystal River Site                            |                         | 1990          | Crystal River                            | Citrus County       | |
| 7  | Dade Battlefield                              |                         | 1973          | Bushnell                                 | Sumter County       | Schlachtfeld, jetzt ein Historic State Park                                                                                         |
| 8  | Marjory Stoneman Douglas House                |                         | 27. Feb. 2015 | Miami                                    | Miami-Dade County   | Wohnhaus der Umweltschutzaktivistin Marjory Stoneman Douglas                                                                        |
| 9  | El Centro Español de Tampa                    |                         | 1988          | Tampa                                    | Hillsborough County | |
| 10 | Ferdinand Magellan Railcar - U.S. Car No. 1   |                         | 1985          | Miami                                    | Miami-Dade County   | 1865 für Abraham Lincoln gebaut. Von mehreren Präsidenten bis Ronald Reagan genutzt.                                                |
| 11 | Florida Southern College Historic District    |                         | 2. März 2012  | Lakeland                                 | Polk County         | größte Ansammlung von Bauten des Architekten Frank Lloyd Wright                                                                     |
| 12 | Fort King Site                                |                         | 2004          | Ocala                                    | Marion County       | Schauplatz während der Seminolenkriege                                                                                              |
| 13 | Fort Mose Site                                |                         | 1994          | St. Augustine                            | St. Johns County    | Auch Fort Moosa or Fort Mossa genannt, steht für Sklavenbefreiung, Teil der Underground Railroad                                    |
| 12 | Fort San Carlos De Barrancas                  |                         | 1960          | Pensacola                                | Escambia County     | Historisches Fort |
| 13 | Fort San Marcos De Apalache                   |                         | 1966          | St. Marks                                | Wakulla County      | |
| 14 | Fort Walton Mound                             |                         | 1964          | Fort Walton Beach, Florida               | Okaloosa County     | |
| 15 | Fort Zachary Taylor                           |                         | 1973          | Key West, Florida                        | Monroe County       | |
| 16 | Freedom Tower                                 |                         | 2008          | Miami                                    | Miami-Dade County   | Früherer Hauptsitz des Miami News & Metropolis Zeitungsverlages, soll an die kubanische Immigration in die USA erinnern.            |
| 17 | Gonzalez-Alvarez House                        |                         | 1970          | St. Augustine, Florida                   | St. Johns County    | Ältestes Haus in St. Augustine, frühes 18. Jh.                                                                                      |
| 18 | Governor Stone                                |                         | 1992          | Fort Walton Beach, Florida               | Okaloosa County     | Erbaut 1877 |
| 19 | Ernest Hemingway House                        |                         | 1968          | Key West                                 | Monroe County       | Ein Wohnsitz des Autors Ernest Hemingway                                                                                            |
| 20 | Ponce de León Hotel                           |                         | 2006          | St. Augustine, Florida                   | St. Johns County    | Erbaut 1887–88 |
| 21 | Zora Neale Hurston House                      |                         | 1991          | Fort Pierce, Florida                     | St. Lucie County    | Ein Wohnsitz des Autors Zora Neale Hurston                                                                                          |
| 22 | USCGC INGHAM                                  | USCGC Ingham (WhEC-35). | 1992          | Key West                                 | Monroe County       | |
| 23 | Llambias House                                |                         | 1970          | St. Augustine, Florida                   | St. Johns County    | Spätes 18. Jh. |
| 24 | MAPLE LEAF                                    |                         | 1994          | Mandarin, Florida                        | Duval County        | Schiffswrack, versenkt 1864 |
| 25 | Mar-a-Lago                                    |                         | 1980          | Palm Beach                               | Palm Beach County   | ehem. herrschaftliches Anwesen der Marjorie Merriweather Post, seit 1985 im Besitz von Donald Trump                                 |
| 26 | Miami-Biltmore Hotel & Country Club           |                         | 1996          | Coral Gables                             | Miami-Dade County   | Luxushotel, eröffnet 1926, bis 1928 höchstes Gebäude in Florida, im Zweiten Weltkrieg als Krankenhaus genutzt.                      |
| 27 | The Miami Circle at Brickell Point Site       |                         | 2009          | Miami                                    | Miami-Dade County   | |
| 28 | Mud Lake Canal                                |                         | 2006          | Flamingo                                 | Monroe County       | |
| 29 | Okeechobee Battlefield                        |                         | 1961          | Okeechobee, Florida                      | Okeechobee County   | |
| 30 | Pelican Island National Wildlife Refuge       |                         | 1963          | Sebastian, Florida                       | Indian River County | 1903 gegründet nach Order von Theodore Roosevelt, 1. Naturschutzgebiet der USA                                                      |
| 31 | Pensacola Naval Air Station Historic District |                         | 1976          | Pensacola, Florida                       | Escambia County     | Eröffnet 1914, 1. Piloten-Trainings-Center der Streitkräfte                                                                         |
| 32 | Plaza Ferdinand VII                           |                         | 1960          | Pensacola, Florida                       | Escambia County     | 1821 Ort der Abtretung Floridas von Spanien an die USA                                                                              |
| 33 | Ponce de Leon Inlet Light Station             |                         | 1998          | Ponce Inlet, Florida                     | Volusia County      | 1887 fertiggestellt |
| 34 | Marjorie Kinnan Rawlings House and Farmyard   |                         | 2006          | Cross Creek, Florida                     | Alachua County      | Ein Wohnsitz des Autors Marjorie Kinnan Rawlings                                                                                    |
| 35 | Safety Harbor Site                            |                         | 1964          | Safety Harbor, Florida                   | Pinellas County     | |
| 35 | San Luis De Talimali                          |                         | 1966          | Tallahassee, Florida                     | Leon County         | Spanisch – Franziskanische Mission, erbaut 1633                                                                                     |
| 37 | St. Augustine Town Plan Historic District     |                         | 1970          | St. Augustine, Florida                   | St. Johns County    | |
| 38 | Tampa Bay Hotel                               |                         | 1976          | Tampa, Florida                           | Hillsborough County | Vom Eisenbahnmagnaten Henry Bradley Plant                                                                                           |
| 39 | Vizcaya                                       |                         | 1994          | Miami                                    | Miami-Dade          | Winterwohnsitz des Industriellen James Deering.                                                                                     |
| 40 | Whitehall (Henry M. Flagler House)            |                         | 2000          | Palm Beach 26° 42′ 51,5″ N, 80° 2′ 30″ W | Palm Beach          | Wohnsitz des Industriellen Henry Morrison Flagler                                                                                   |
| 41 | Windover Archaeological Site                  |                         | 1987          | Titusville, Florida                      | Brevard County      | |
| 42 | Ybor City Historic District                   |                         | 1990          | Tampa, Florida                           | Hillsborough County | |

## Belege
1. 1 2 3 4  Liste der National Historic Landmarks in Florida. National Park Service, abgerufen am 26. Oktober 2017 (englisch)
2. 1 2  National Park Service: National Historic Landmark Program: NHL Database. Archiviert vom Original am 6. Juni 2004; abgerufen am 21. August 2008.  Info: Der Archivlink wurde automatisch eingesetzt und noch nicht geprüft. Bitte prüfe Original- und Archivlink gemäß Anleitung und entferne dann diesen Hinweis.
3. ↑  Whitehall (Henry M. Flagler House). In: National Historic Landmark Program. National Park Service, archiviert vom Original am 2. Mai 2009; abgerufen am 4. April 2011 (englisch).  Info: Der Archivlink wurde automatisch eingesetzt und noch nicht geprüft. Bitte prüfe Original- und Archivlink gemäß Anleitung und entferne dann diesen Hinweis.